# Yūki Kobayashi (ur. 2000)
Yūki Kobayashi (jap. 小林裕紀 Kobayashi Yūki; ur. 18 lipca 2000) – japoński piłkarz występujący na pozycji pomocnika. Obecnie występuje w Jagiellonii Białystok.

## Kariera klubowa

### Vissel Kobe
Yuki Kobayashi rozpoczął treningi w akademii Vissel Kobe w 2010 roku, w wieku 10 lat. W 2017 roku został włączony do kadry seniorskiej na mecze Pucharu Cesarza, lecz nie wystąpił w żadnym spotkaniu. Profesjonalny debiut zaliczył 4 kwietnia 2018 roku przeciwko Shonan Bellmare, a 15 kwietnia rozegrał pierwszy mecz w podstawowym składzie przeciwko Yokohama F. Marinos. W styczniu 2019 został na stałe włączony do pierwszej drużyny.
Latem 2019 roku został wypożyczony do Machida Zelvia (J2 League), gdzie rozegrał 15 spotkań. Po zakończeniu wypożyczenia przeniósł się w styczniu 2020 roku do Yokohama FC. W nowym klubie rozegrał 28 spotkań i zdobył swoje pierwsze dwa gole w seniorskiej karierze.
Po powrocie do Vissel Kobe strzelił swojego pierwszego gola dla klubu w meczu Pucharu Cesarza przeciwko Suzuka Point Getters (wygrana 4:0). W sezonie 2021 wystąpił w 41 spotkaniach i znalazł się w gronie nominowanych do nagrody dla najlepszego młodego zawodnika J.League.

### Celtic FC
23 listopada 2022 roku podpisał pięcioletni kontrakt z Celtic FC. W pierwszym sezonie rozegrał 5 spotkań i był częścią drużyny, która zdobyła potrójną koronę w piłce szkockiej (liga, puchar, puchar ligi).

### Portimonense
24 sierpnia 2024 roku Kobayashi przeszedł do portugalskiego klubu Portimonense.

### Jagiellonia Białystok
3 lipca 2025 podpisał trzyletni kontrakt (z opcją przedłużenia o 12 miesięcy) z Jagiellonią Białystok. W jej barwach zadebiutował 18 lipca 2025 roku w przegranym 0:4 meczu przeciwko Bruk-Bet Termalice Nieciecza.

## Kariera reprezentacyjna
Reprezentował Japonię na wszystkich szczeblach młodzieżowych, począwszy od drużyny U-15. Wystąpił na Mistrzostwach Świata U-17 w 2017 roku i U-20 w 2019, grając we wszystkich czterech meczach swojego zespołu.

## Statystyki
(aktualne na koniec sezonu 2024/2025)
| Klub                     | Sezon           | Liga                 | Liga | Liga | Puchar kraju | Puchar kraju | Inne | Inne | Europa/Azja | Europa/Azja | Suma | Suma |
| Klub                     | Sezon           | Liga                 | M.   | Br.  | M.           | Br.          | M.   | Br.  | M.          | Br.         | M.   | Br.  |
| ------------------------ | --------------- | -------------------- | ---- | ---- | ------------ | ------------ | ---- | ---- | ----------- | ----------- | ---- | ---- |
| Vissel Kobe              | 2018            | J1 League            | 2    | 0    | 0            | 0            | 2    | 0    | –           | –           | 4    | 0    |
| Vissel Kobe              | 2019            | J1 League            | 0    | 0    | 0            | 0            | 1    | 0    | –           | –           | 1    | 0    |
| Vissel Kobe              | 2021            | J1 League            | 22   | 0    | 2            | 1            | 8    | 0    | –           | –           | 32   | 1    |
| Vissel Kobe              | 2022            | J1 League            | 32   | 0    | 3            | 0            | 0    | 0    | 6           | 1           | 41   | 1    |
| Vissel Kobe              | Ogólnie         | Ogólnie              | 56   | 0    | 5            | 1            | 11   | 0    | 6           | 1           | 78   | 2    |
| FC Machida Zelvia (wyp.) | 2019            | J2 League            | 15   | 0    | 0            | 0            | –    | –    | –           | –           | 15   | 0    |
| Yokohama FC (wyp.)       | 2020            | J1 League            | 28   | 2    | 0            | 0            | 2    | 0    | –           | –           | 30   | 2    |
| Celtic F.C.              | 2022/23         | Scottish Premiership | 5    | 0    | 2            | 0            | 0    | 0    | 0           | 0           | 7    | 0    |
| Celtic F.C.              | 2023/24         | Scottish Premiership | 0    | 0    | 0            | 0            | 0    | 0    | 0           | 0           | 0    | 0    |
| Celtic F.C.              | Ogólnie         | Ogólnie              | 5    | 0    | 2            | 0            | 0    | 0    | 0           | 0           | 7    | 0    |
| Portimonense SC          | 2024/25         | Liga Portugal 2      | 25   | 0    | 1            | 0            | –    | –    | –           | –           | 26   | 0    |
| Jagiellonia Białystok    | 2025/26         | Ekstraklasa          | 0    | 0    | 0            | 0            | 0    | 0    | 0           | 0           | 0    | 0    |
| Ogólnie kariera          | Ogólnie kariera | Ogólnie kariera      | 129  | 2    | 8            | 1            | 13   | 0    | 6           | 1           | 156  | 4    |